# Seznam filmov 20th Century Fox (2000–2020)
Seznam filmov v produkciji in/ali distribuciji ameriškega studia 20th Century Fox začetku leta 2000.

## 2000.
- Titan A.E. (2000), koprodukcija z Fox Animation Studios
- Možje X (2000), koprodukcija z Marvel Entertainment Group
- Potopljene sence (2000), koprodukcija z DreamWorks in ImageMovers
- Bedazzled (2000), remake of 1967 film
- Digimon: The Movie (2000), koprodukcija z Fox Kids, Toei Animation in Saban Entertainment
- The Legend of Bagger Vance (2000), koprodukcija z DreamWorks in Allied Filmmakers
- Brodolom (2000), koprodukcija z DreamWorks in ImageMovers
- Stari, kje je moj avto? (2000)
- Monkeybone (2001), koprodukcija z 1492 Pictures in Twitching Image Studio
- Za sovražnikovo črto (2001), plus tri nadaljevanji
- Dr. Dolittle 2 (2001), koprodukcija z Davis Entertainment
- Ledena doba (2002), nominiranec za oskarja v kategoriji za najboljši animirani funkcijo. Koprodukcija z 20th Century Fox Animation in Blue Sky Studios, plus štiri nadaljevanje
- Like Mike (2002), koprodukcija z NBA Entertainment, plus neposredno na video nadaljevanje
- Posebno poročilo (2002), koprodukcija z DreamWorks in Amblin Entertainment
- Sam doma 4 (2002)
- Gone Nutty (2002), neposredno na video, koprodukcija z Blue Sky Studios
- Drumline (2002), koprodukcija z Fox 2000 Pictures, plus nadaljevanje
- Možje X 2 (2003), koprodukcija z Marvel Enterprises
- Družba pravih gospodov (2003)
- Dan po jutrišnjem (2004)
- Garfield (2004), koprodukcija z Davis Entertainment, plus nadaljevanje
- Jaz robot (2004), koprodukcija z Davis Entertainment
- Alien proti Predatorju (2004), koprodukcija z Davis Entertainment
- Dodgeball: A True Underdog Story (2004)
- Bratz: Starrin' & Stylin' (2004), neposredno na video, koprodukcija z MGA Entertainment in CinéGroupe, pravice, ki zdaj pripadajo Lionsgate
- Fat Albert (2004), koprodukcija z Davis Entertainment
- Roboti (2005), koprodukcija z 20th Century Fox Animation in Blue Sky Studios
- Fever Pitch (2005), koprodukcija z Fox 2000 Pictures
- American Dad: The New CIA (2005), koprodukcija z Fuzzy Door Productions
- Fantastični štirje (2005), koprodukcija z Marvel Enterprises, Constantin Film in 1492 Pictures
- Bratz: Rock Angelz (2005), neposredno na video, koprodukcija z MGA Entertainment in Mike Young Productions, pravice, ki zdaj pripadajo Lionsgate
- Aunt Fanny's Tour of Booty (2005), neposredno na video, koprodukcija z Blue Sky Studios
- Family Guy Presents Stewie Griffin: The Untold Story (2005), neposredno na video, koprodukcija z Fuzzy Door Productions
- Walk the Line (2005), dobitnik nagrade zlati globus za najboljši filmu – muzikal ali komedija, koprodukcija z Fox 2000 Pictures
- Aquamarine (2006), koprodukcija z Fox 2000 Pictures
- Ledena doba 2: Otoplitev (2006), koprodukcija z 20th Century Fox Animation in Blue Sky Studios
- Bratz: Genie Magic (2006), neposredno na video, koprodukcija z MGA Entertainment in Mike Young Productions, pravice, ki zdaj pripadajo Lionsgate
- Dr. Dolittle 3 (2006), neposredno na video, koprodukcija z Davis Entertainment
- The Omen (2006), remake grozljivke iz leta 1976
- Garfield 2 (2006), koprodukcija z Dune Entertainment in Davis Entertainment
- Like Mike 2: Streetball (2006), neposredno na video, koprodukcija z NBA Entertainment
- Možje X: Zadnji spopad (2006), koprodukcija z Marvel Entertainment
- Bratz Babyz: The Movie (2006), neposredno na video, koprodukcija z MGA Entertainment in SD Entertainment, pravice, ki zdaj pripadajo Lionsgate
- Bratz: Forever Diamondz (2006), neposredno na video, koprodukcija z MGA Entertainment in Mike Young Productions, pravice, ki zdaj pripadajo Lionsgate
- Strawberry Shortcake: The Sweet Dreams Movie (2006), koprodukcija z DIC Entertainment in American Greetings
- The Marine (2006), koprodukcija z WWE Films, pravice, ki so zdaj v lasti Sony Pictures
- Borat (2006), kandidat za zlati globus za najboljši filmu – muzikal ali komedija. Koprodukcija z Dune Entertainment
- No Time for Nuts (2006), neposredno na video, koprodukcija z Blue Sky Studios
- The Fountain (2006), mednarodni distributer, ki ga proizvaja Warner Bros. in koprodukcija z Regency Enterprises
- Eragon (2006), koprodukcija z Fox 2000 Pictures in Dune Entertainment
- Noč v muzeju (2006), koprodukcija z Dune Entertainment in 1492 Pictures
- Strawberry Shortcake: Berry Blossom Festival (2007), koprodukcija z DIC Entertainment in American Greetings
- Umri pokončno 4 (2007), koprodukcija z Dune Entertainment
- Fantastični štirje 2: Prihod Srebrnega letalca (2007), koprodukcija z Dune Entertainment, Marvel Enterprises, Constantin Film in 1492 Pictures
- Simpsonovi (2007), koprodukcija z Gracie Films
- Care Bears: Oopsy Does It! (2007), koprodukcija z SD Entertainment in American Greetings
- Garfield Gets Real (2007), koprodukcija z Paws, Inc., The Animation Picture Company in Davis Entertainment
- Strawberry Shortcake: Let's Dance (2007), koprodukcija z DIC Entertainment in American Greetings
- Hitman - Agent 47 (2007)
- Alvin in veverički (2007), koprodukcija z Fox 2000 Pictures, Regency Enterprises, Dune Entertainment in Bagdasarian Productions
- Dr. Dolittle: Tail of the Chief (2008), neposredno na video, koprodukcija z Davis Entertainment
- Horton (2008), koprodukcija z 20th Century Fox Animation in Blue Sky Studios, remake MGM filma iz leta 1970
- Garfield in festival zabave (2008), neposredno na video, koprodukcija z Paws, Inc., The Animation Picture Company in Davis Entertainment
- Space Chimps (2008), koprodukcija z Starz Media in Vanguard Animation
- Strawberry Shortcake: Rockaberry Roll (2008), koprodukcija z DIC Entertainment in American Greetings
- Max Payne (2008), koprodukcija z Dune Entertainment
- Surviving Sid (2008), neposredno na video, koprodukcija z Blue Sky Studios
- The Day the Earth Stood Still (2008), remake črnobelega znanstvenofantastičnega filma iz leta 1951, koprodukcija z Dune Entertainment
- Taken (2008), koprodukcija z EuropaCorp
- 12 Rounds (2009), koprodukcija z WWE Studios, pravice, ki zdaj pripadajo Lionsgate
- X-Men Origins: Wolverine (2009), koprodukcija z Dune Entertainment in Marvel Entertainment
- Dr. Dolittle: Million Dollar Mutts (2009), neposredno na video, koprodukcija z Davis Entertainment
- Noč v muzeju 2 (2009), koprodukcija z Dune Entertainment, 21 Laps Entertainment in 1492 Pictures
- Garfield's Pet Force (2009), neposredno na video, koprodukcija z Paws, Inc., The Animation Picture Company in Davis Entertainment
- Ledena doba 3: Zora dinozavrov (2009), koprodukcija z 20th Century Fox Animation in Blue Sky Studios
- I Love You, Beth Cooper (2009), koprodukcija z Dune Entertainment in 1492 Pictures
- Aliens in the Attic (2009), koprodukcija z Regency Enterprises in Dune Entertainment
- Post Grad (2009), s Fox Searchlight Pictures in koprodukcija z Dune Entertainment, The Montecito Picture Company in Cold Spring Pictures
- Vse o Steve (2009), koprodukcija z Fox 2000 Pictures, Dune Entertainment, Radar Pictures in Fortis Films
- Jennifer's Body (2009), koprodukcija z Dune Entertainment
- Wrong Turn 3: Left for Dead (2009), neposredno na video
- Fantastic Mr. Fox (2009), nominiranec za oskarja v kategoriji za najboljši animirani funkcijo. S Fox Searchlight Pictures in koprodukcija z Regency Enterprises in Indian Paintbrush
- Avatar (2009), prvi film z novim logom, nominiranec za oskarja za najboljšo sliko. Dobitnik nagrade zlati globus za najboljši filmu – Drama. koprodukcija z Dune Entertainment in Lightstorm Entertainment
- Alvin in veverički 2 (2009), koprodukcija z Fox 2000 Pictures, Regency Enterprises, Dune Entertainment in Bagdasarian Productions

## 2010.
- Tooth Fairy (2010), zadnji film z logom 1994, koprodukcija z Dune Entertainment in Walden Media
- Percy Jackson & the Olympians: The Lightning Thief (2010), koprodukcija z Fox 2000 Pictures, Dune Entertainment, 1492 Pictures in Sunswept Entertainment
- My Name Is Khan (2010), s Fox Searchlight Pictures in Fox STAR Studios in koprodukcija z Imagenation Abu Dhabi, Dharma Productions in Red Chilles Entertainment
- Diary of a Wimpy Kid (2010), koprodukcija z Dune Entertainment in Color Force
- Date Night (2010), koprodukcija z Dune Entertainment in 21 Laps Entertainment
- Marmaduke (2010), koprodukcija z Regency Enterprises, Dune Entertainment in Davis Entertainment
- A Team (2010), koprodukcija z Dune Entertainment, Scott Free Productions in Stephen J. Cannell Productions
- Knight & Day (2010), koprodukcija z Dune Entertainment in Regency Enterprises
- Predators (2010), koprodukcija z Dune Entertainment, Troublemaker Studios in Davis Entertainment
- Ramona in Beezus (2010), koprodukcija z Fox 2000 Pictures, Walden Media in Dune Entertainment
- Vampires Suck (2010), koprodukcija z Regency Enterprises
- Avatar: Special Edition (2010), koprodukcija z Dune Entertainment in Lightstorm Entertainment
- Machete (2010), ameriški/francoski distributer, Columbia Pictures in Hyde Park Entertainment razdeljeni v tujini, koprodukcija z Dune Entertainment, Troublemaker Studios in Overnight Productions
- Wall Street: Money Never Sleeps (2010), koprodukcija z Dune Entertainment
- Unstoppable (2010), koprodukcija z Dune Entertainment in Scott Free Productions
- Love and Other Drugs (2010), koprodukcija z Fox 2000 Pictures, Regency Enterprises in Dune Entertainment
- The Chronicles of Narnia: The Voyage of the Dawn Treader (2010), koprodukcija z Walden Media
- Scrat's Continental Crack-Up (2010), koprodukcija z 20th Century Fox Animation in Blue Sky Studios
- Gulliver's Travels (2010), koprodukcija z Fox 2000 Pictures, Dune Entertainment in Davis Entertainment
- Big Mommas: Like Father, Like Son (2011), koprodukcija z Regency Enterprises
- Diary of a Wimpy Kid: Rodrick Rules (2011), koprodukcija z Fox 2000 Pictures, Dune Entertainment in Color Force
- Rio (2011), koprodukcija z 20th Century Fox Animation in Blue Sky Studios
- Water for Elephants (2011), koprodukcija z Fox 2000 Pictures in Dune Entertainment
- X-Men: First Class (2011), koprodukcija z Dune Entertainment, Bad Hat Harry Productions in Marvel Entertainment
- Mr. Popper's Penguins (2011), koprodukcija z Dune Entertainment in Davis Entertainment
- Monte Carlo (2011), koprodukcija z Fox 2000 Pictures, Regency Enterprises in Dune Entertainment
- Rise of the Planet of the Apes (2011), koprodukcija z Dune Entertainment in Chernin Entertainment
- What's Your Number? (2011), koprodukcija z Regency Enterprises
- The Big Year (2011), koprodukcija z Fox 2000 Pictures, Dune Entertainment in Red Hour Films
- In Time (2011), koprodukcija z Regency Enterprises
- Scrat's Continental Crack-Up: Part 2 (2011), koprodukcija z 20th Century Fox Animation in Blue Sky Studios
- Ledeno doba: Božić mamutskih proporcija (2011), koprodukcija z 20th Century Fox Animation in Blue Sky Studios
- The Sitter (2011), koprodukcija z Dune Entertainment
- Alvin in veverički 3 (2011), koprodukcija z Fox 2000 Pictures, Regency Enterprises, Dune Entertainment in Bagdasarian Productions
- We Bought a Zoo (2011), koprodukcija z Dune Entertainment
- The Darkest Hour (2011), mednarodni distributer, ki ga proizvaja Summit Entertainment in koprodukcija z Regency Enterprises
- Red Tails (2012), koprodukcija z Lucas Film, pravice, ki so zdaj v lasti Disney.
- Chronicle (2012), koprodukcija z Dune Entertainment in Davis Entertainment
- This Means War (2012), koprodukcija z Dune Entertainment in Overbrook Entertainment
- Titanik (3D-pretvorbe) (2012), koprodukcija z Paramount Pictures in Lightstorm Entertainment
- The Three Stooges (2012), koprodukcija z Dune Entertainment
- Prometheus (2012), koprodukcija z Dune Entertainment in Scott Free Productions
- Abraham Lincoln: Vampire Hunter (2012), koprodukcija z Dune Entertainment
- The Longest Daycare (2012), koprodukcija z Gracie Films
- Ledena doba 4 (2012), koprodukcija z 20th Century Fox Animation in Blue Sky Studios
- The Watch (2012), koprodukcija z Dune Entertainment in 21 Laps Entertainment
- Diary of a Wimpy Kid: Dog Days (2012), koprodukcija z Fox 2000 Pictures, Dune Entertainment in Color Force
- Won't Back Down (2012), koprodukcija z Walden Media
- Taken 2 (2012), koprodukcija z EuropaCorp
- Jaz robot (3D-pretvorbe) (2012), koprodukcija z Davis Entertainment
- Chasing Mavericks (2012), koprodukcija z Walden Media in Dune Entertainment
- Lincoln (2012), nominiranec za oskarja za najboljšo sliko. Mednarodni distributer, koprodukcija z Touchstone Pictures, DreamWorks, Reliance Entertainment, Participant Media, The Kennedy/Marshall Company in Amblin Entertainment
- Pijevo življenje (2012), koprodukcija z Fox 2000 Pictures in Dune Entertainment
- Sam doma 5 (2012)
- Parental Guidance (2012), koprodukcija z Walden Media, Dune Entertainment in Chernin Entertainment
- Broken City (2013), koprodukcija z Regency Enterprises, Emmett/Furla Films, Inferno Distribution, Black Bear Pictures in 1984 Private Defense Contractors
- Umri pokončno 5 (2013), koprodukcija z TSG Entertainment
- The Croods (2013), distributer, koprodukcija z DreamWorks Animation
- Epic (2013), koprodukcija z 20th Century Fox Animation in Blue Sky Studios
- The Internship (2013), koprodukcija z Regency Enterprises, TSG Entertainment in 21 Laps Entertainment
- The Heat (2013), koprodukcija z TSG Entertainment in Chernin Entertainment
- Turbo (2013), distributer, koprodukcija z DreamWorks Animation
- The Wolverine (2013), koprodukcija z TSG Entertainment in Marvel Entertainment
- Percy Jackson: Sea of Monsters (2013), koprodukcija z Fox 2000 Pictures, TSG Entertainment, 1492 Pictures in Sunswept Entertainment
- Runner Runner (2013), koprodukcija z Regency Enterprises
- The Counselor (2013), koprodukcija z Fox 2000 Pictures, TSG Entertainment in Scott Free Productions
- Beware! The Windy Vampires (2013), koprodukcija z TSG Entertainment in Alexander Productions
- The Book Thief (2013), koprodukcija z Fox 2000 Pictures, TSG Entertainment in Sunswept Entertainment
- Predator (3D-pretvorbe) (2013), koprodukcija z Silver Pictures in Davis Entertainment
- Walking with Dinosaurs (2013), koprodukcija z Reliance Entertainment in BBC Earth Films
- The Secret Life of Walter Mitty (2013), koprodukcija z TSG Entertainment in Samuel Goldwyn Films
- Devil's Due (2014), koprodukcija z TSG Entertainment in Davis Entertainment
- Everland (2014), koprodukcija z TSG Entertainment in Alexander Productions
- The Monuments Men (2014), mednarodni distributer, koprodukcija z Columbia Pictures, Fox 2000 Pictures in Smokehouse Pictures
- Son of God (2014), koprodukcija z Lightworkers Media
- Mr. Peabody & Sherman (2014), distributer, koprodukcija z DreamWorks Animation, Pacific Data Images in Bullwinkle Studios
- Noah (2014), mednarodni distributer, koprodukcija z Paramount Pictures, Regency Enterprises in Protozoa Pictures
- Rio 2 (2014), koprodukcija z 20th Century Fox Animation in Blue Sky Studios
- The Other Woman (2014), koprodukcija z TSG Entertainment
- X-Men: Days of Future Past (2014), koprodukcija z TSG Entertainment, Bad Hat Harry Productions in Marvel Entertainment
- The Fault in Our Stars (2014), koprodukcija z Fox 2000 Pictures, TSG Entertainment in Temple Hill Entertainment
- Kako izuriti svojega zmaja 2 (2014), distributer, koprodukcija z DreamWorks Animation
- Dawn of the Planet of the Apes (2014), koprodukcija z TSG Entertainment in Chernin Entertainment
- Let's Be Cops (2014), koprodukcija z TSG Entertainment in Genre Films
- The Maze Runner (2014), koprodukcija z TSG Entertainment in Temple Hill Entertainment
- Gone Girl (2014), koprodukcija z Regency Enterprises in TSG Entertainment
- Ledena doba 2: Otoplitev (3D-pretvorbe) (2014), koprodukcija z 20th Century Fox Animation in Blue Sky Studios
- The Book of Life (2014), koprodukcija z Reel FX Animation Studios
- Drumline: A New Beat (2014), koprodukcija z VH1
- Penguins of Madagascar (2014), distributer, koprodukcija z DreamWorks Animation in Pacific Data Images
- Jingle All the Way 2 (2014), neposredno na video, koprodukcija z WWE Studios
- A Hilarious Christmas (2014), koprodukcija z TSG Entertainment in Alexander Productions
- Piramida (2014), koprodukcija z Fox International Productions in Silvatar Media
- Exodus: Gods and Kings (2014), koprodukcija z TSG Entertainment, Scott Free Productions in Chernin Entertainment
- Noč v muzeju 3 (2014), koprodukcija z TSG Entertainment, 1492 Pictures in 21 Laps Entertainment
- Taken 3 (2014), koprodukcija z EuropaCorp
- Kingsman: The Secret Service (2014), koprodukcija z TSG Entertainment in Marv Films
- Unfinished Business (2015), koprodukcija z Regency Enterprises, Escape Artists in New Regency
- Home (2015), distributer, koprodukcija z DreamWorks Animation
- The Longest Ride (2015), koprodukcija z Fox 2000 Pictures, TSG Entertainment in Temple Hill Entertainment
- The Cat Pack (2015), neposredno na video, koprodukcija z 20th Century Fox Animation in Alexander Productions
- Poltergeist (2015), koprodukcija z Fox 2000 Pictures, MGM in Ghost House Pictures
- Aloha (2015), mednarodni distributer, koprodukcija z Columbia Pictures, Regency Enterprises, New Regency, Vinyl Films in RatPac Entertainment
- Spy (2015), koprodukcija z TSG Entertainment in Chernin Entertainment
- Paper Towns (2015), koprodukcija z Fox 2000 Pictures in Temple Hill Entertainment
- Fantastični štirje (2015), koprodukcija z TSG Entertainment in Marvel Entertainment
- Hitman - Agent 47 (2015), koprodukcija z TSG Entertainment
- Maze Runner: The Scorch Trials (2015), koprodukcija z TSG Entertainment in Temple Hill Entertainment
- The Martian (2015), koprodukcija z Scott Free Productions in TSG Entertainment
- Most vohunov (2015), mednarodni distributer, koprodukcija z Touchstone Pictures, DreamWorks, Reliance Entertainment, Participant Media, Amblin Entertainment in Marc Platt Productions
- Cosmic Scrat-tastrophe (2015), koprodukcija z 20th Century Fox Animation in Blue Sky Studios
- The Peanuts Movie (2015), koprodukcija z 20th Century Fox Animation, Blue Sky Studios, Feigco Entertainment in Peanuts Worldwide
- Victor Frankenstein (2015), koprodukcija z TSG Entertainment in Davis Entertainment
- The Big Short (2015), mednarodni distributer, koprodukcija z Paramount Pictures, Regency Enterprises in Plan B Entertainment
- Alvin in veverički 4 (2015), koprodukcija z Fox 2000 Pictures, Regency Enterprises, TSG Entertainment in Bagdasarian Productions
- Joy (2015), koprodukcija z Fox 2000 Pictures, Davis Entertainment, Annapurna Pictures in TSG Entertainment
- The Revenant (2015), koprodukcija z Regency Enterprises, New Regency Productions, Anonymous Content in RatPac Entertainment
- Kung Fu Panda 3 (2016), distributer, koprodukcija z DreamWorks Animation in Oriental DreamWorks
- Deadpool (2016), koprodukcija z Marvel Entertainment
- Eddie the Eagle (2016), koprodukcija z Marv Films
- The Other Side of the Door (2016)
- X-Men: Apocalypse (2016), koprodukcija z TSG Entertainment, Bad Hat Harry Productions in Marvel Entertainment
- Dan neodvisnosti 2 (2016), koprodukcija z Centropolis Entertainment
- Mike & Dave Need Wedding Dates (2016), koprodukcija z TSG Entertainment in Chernin Entertainment
- Ledena doba 5 (2016), koprodukcija z 20th Century Fox Animation in Blue Sky Studios
- Morgan (2016), koprodukcija z Scott Free Productions
- Miss Peregrine's Home for Peculiar Children (2016), koprodukcija z Chernin Entertainment in Tim Burton Productions
- Keeping Up with the Joneses (2016)
- Trolls (2016), distributer, koprodukcija z DreamWorks Animation
- Rules Don't Apply (2016), koprodukcija z Regency Enterprises in RatPac Entertainment
- Asasinov nazor (2016), koprodukcija z Ubisoft Motion Pictures, Regency Enterprises in New Regency
- Why Him? (2016), koprodukcija z TSG Entertainment, 21 Laps Entertainment in Red Hour Films
- Hidden Figures (2016), koprodukcija z Chernin Entertainment
- A Cure for Wellness (2016), koprodukcija z Regency Enterprises in Blind Wink Productions
- Logan (2017), koprodukcija z Marvel Entertainment
- The Boss Baby (2017), distributer, koprodukcija z DreamWorks Animation
- Snatched (2017)
- Diary of a Wimpy Kid: The Long Haul (2017)
- Alien: Covenant (2017), koprodukcija z TSG Entertainment in Scott Free Productions
- Captain Underpants (2017), distributer, koprodukcija z DreamWorks Animation in Scholastic Entertainment
- Planet opic 3 (2017), koprodukcija z TSG Entertainment in Chernin Entertainment
- Kingsman: The Golden Circle (2017), koprodukcija z Marv Films
- The Mountain Between Us (2017), koprodukcija z Fox 2000 Pictures in Chernin Entertainment
- Murder on the Orient Express (2017)
- Bikec Ferdinand (2017), koprodukcija z 20th Century Fox Animation, Blue Sky Studios in Davis Entertainment
- The Greatest Showman (2017), koprodukcija z TSG Entertainment in Chernin Entertainment
- The Post (2017), koprodukcija z DreamWorks, Reliance Entertainment in Participant Media
- Maze Runner: The Death Cure (2018), koprodukcija z TSG Entertainment in Temple Hill Entertainment
- Red Sparrow (2018), koprodukcija z TSG Entertainment in Chernin Entertainment
- Love, Simon (2018), koprodukcija z Temple Hill Entertainment
- Deadpool 2 (2018), koprodukcija z Marvel Entertainment
- The Darkest Minds (2018), koprodukcija z 21 Laps Entertainment
- The Predator (2018)
- The Hate U Give (2018), koprodukcija z Temple Hill Entertainment
- Bad Times at the El Royale (2018)
- Bohemian Rhapsody (2018), koprodukcija z Regency Enterprises
- Widows (2018), koprodukcija z Regency Enterprises, Film4 in See-Saw Films
- Once Upon a Deadpool (2018), koprodukcija z Marvel Entertainment
- The Kid Who Would Be King (2019), koprodukcija z TSG Entertainment in Working Title Films
- Alita: Battle Angel (2019), koprodukcija z TSG Entertainment in Lightstorm Entertainment, zadnji film, ki se sprosti kot samostojni Studio
- Breakthrough (2019), koprodukcija z Fox 2000 Pictures in Franklin Entertainment, prvi film, ki se sprosti po nakupu Disney
- Dark Phoenix (2019), koprodukcija z TSG Entertainment in Marvel Entertainment
- Stuber (2019)
- The Art of Racing in the Rain (2019), koprodukcija z Fox 2000 Pictures
- Ad Astra (2019), koprodukcija z Regency Enterprises in Plan B Entertainment
- Terminator: Dark Fate (2019), mednarodni distributer, koprodukcija z Paramount Pictures, Skydance Media in Tencent Pictures
- Ford v Ferrari (2019), koprodukcija z TSG Entertainment in Chernin Entertainment
- Spies in Disguise (2019), koprodukcija z Blue Sky Studios, Chernin Entertainment in 20th Century Fox Animation
- Little Women (2019), mednarodni distributer, koprodukcija z Columbia Pictures, Regency Enterprises in Pascal Pictures

## 2020.
- Underwater (2020), koprodukcija z Chernin Entertainment, zadnji film izdan pod imenom 20th Century Fox